# フェルディナント・フリードリヒ・アウグスト・フォン・ヴュルテンベルク
フェルディナント・フリードリヒ・アウグスト・フォン・ヴュルテンベルク（ドイツ語: Ferdinand Friedrich August von Württemberg、1763年10月22日 - 1834年1月20日）は、オーストリア帝国の軍人。フランス革命戦争やナポレオン戦争でハプスブルク・オーストリア軍を率いて戦った。最終階級は陸軍元帥。

## 経歴
1763年10月22日、ブランデンブルク＝プロイセンのトレプトウ・アン・デア・レガ（現・ポーランド、トシェビャドゥフ）で、ヴュルテンベルク公爵フリードリヒ2世オイゲンの第5子として生まれる。
1781年、陸軍に入隊。公爵位を持つ高位貴族の家系出身であったため、入隊したとき既に中佐の階級を与えられている。1788年に少将へ昇進し、墺土戦争中の1789年のベオグラード包囲戦に従軍した。フランス革命戦争では第一次対仏大同盟側に所属。自身の軍隊をネールウィンデンに集結させ、コンデ包囲戦で勝利を収めた。
1796年3月、フォン・ヴュルテンベルクは砲兵大将に昇進したが、6月のアルテンキルヒェンの戦いで敗北したことを受け、カール・フォン・エスターライヒ＝テシェンによって解任された。1805年に元帥へ昇進、以降屋内での勤務がほとんどであった。
1834年1月20日にナッサウ公国ヴィースバーデンで死去。

## 家族
フォン・ヴュルテンベルクの長兄は後にヴュルテンベルク王国初代国王となるフリードリヒ1世・ヴィルヘルム・カール・フォン・ヴュルテンベルクである。また、弟にはオーストリア帝国とロシア帝国の将官だったアレクサンダー・フリードリヒ・カール・フォン・ヴュルテンベルクがいる。